# Квинт Серторий
Вижте пояснителната страница за други личности с името Сертории.
Квинт Серторий (на латински: Quintus Sertorius; * 123 пр.н.е. в Нурсия; † 72 пр.н.е. в Оска, Испания) е римски политик и генерал. Осем години е владетел в Испания.
Той произлиза от фамилия на конници от Нурсия в територията на сабините. Като офицер на Квинт Сервилий Цепион и Гай Марий той се бие срещу кимврите и тевтоните.
През 97 пр.н.е. е успешен военен трибун в Испания и 91 пр.н.е. като квестор в съюзническата война. Когато Сула му пречи да кандидатства за народен трибун, Серторий става привърженик на Марий.
През 83 пр.н.е. по времето на популарите, той е управител в Испания. Гай Аний Луск, пратеник на Сула, го прогонва и той отива в Мавритания, където помага в разногласията за трона. Лузитаните го издигат за тяхен водач. Серторий се връща на Иберийския полуостров и създава за дълги години независимо от Рим царство в Испания. През 79 пр.н.е. защитава владението си в битки с Квинт Цецилий Метел Пий. Неговият квестор Луций Хиртулей се бие също успешно.
През 77 пр.н.е. при Серторий идва беглецът Марк Перперна Вент с много римляни. Серторий създава антисенат от 300 римляни. В Osca (Уеска) основава училище. Местното население го поддържа, след като виждат една бяла сърна като знак, че Серторий е във връзка с боговете. В тежки боеве той се съпротивлява на изпратените от Рим военачалници, преди всичко против Гней Помпей Магнус, който идва през 76 пр.н.е. в Испания с 30.000 души.
През 74 пр.н.е. Серторий сключва съюз с Митридат VI от Понт. През 72 пр.н.е. Серторий е убит при заговор, воден от Перперна, по време на банкет. Неговата смърт означава залезът на това „Извънредно царство“. Новият водач Перперна е разбит и убит малко след това от Помпей.
Пиер Корней пише пиеса за живота на Серторий.